# Libystica lunaris
Libystica lunaris är en fjärilsart som beskrevs av M.Gaede 1940. Libystica lunaris ingår i släktet Libystica och familjen nattflyn. Inga underarter finns listade i Catalogue of Life.